# Josh Boone
Pour les articles homonymes, voir Boone et Josh Boone (réalisateur).
Oscar Joshua Boone est né le 21 novembre 1984 à Mount Airy, Maryland est un joueur professionnel américain de basket-ball. Il a été pivot pour les Huskies du Connecticut, en NCAA, où il a joué trois saisons. Il s'est déclaré pour la draft 2006 de la NBA après sa saison junior.

## Biographie

### Carrière junior
Il évolue à la South Carroll High School à Sykesville, Maryland, où il a des moyennes de 20 points, 14,4 rebonds et sept contres par match. Il conduit son lycée de Sud Carroll à un bilan de 20 victoires pour 6 défaites et aux demi-finales d'état. Après être diplômé, il étudie à la West Nottingham Academy à Colora, Maryland, avec une moyenne de 28 points, 16 rebonds et 9,7 contres par match.

### Université
Il porte le maillot des UConn Huskies pendant trois ans. Nommé dans l'équipe type des rookies de l'année du côté Est. Il commence 37 des 38 matchs comme ailier fort avec une moyenne de 5,9 points, 5,8 rebonds et 1,7 contre pour les Huskies, équipe qui termine championne de National Collegiate Athletic Association (NCAA). Il marque neuf points de moyenne dans les matchs du Final Four, et aussi 14 rebonds dans la demi-finale nationale gagnant contre Duke. Ses statistiques dans le tournoi de la Big East sont de 8,0 points et 11,3 rebonds.
Lors de son année sophomore, deuxième année, Il est nommé joueur défensif de l'année de la Big East Conference et dans les premiers cinq de NABC et toute-zone USBWA. Il commence l'ensemble de ses 31 matchs au poste de pivot. Ses statistiques sont de 12,4 points, 8,4 rebonds et 2,9 contres. Il réalise un double-double (deux catégories statistiques à dix ou plus) lors de onze rencontres. Il réalise son record de carrière au nivea des contre, neuf, avec sept points et huit rebonds, lors d'une victoire contre St John. Il réalise une autre performance avec 18 points et 15 rebonds dans la défaite face à l'Université de Boston. Il marque son record de points en carrière avec 22 points pendant la victoire contre Quinnipiac.
Lors de son année junior, Il débute 32 des 34 matchs comme ailier fort. Il marque 10,3 points, capte 7,0 rebonds et délivre 2,0 contres par match, dont huit double-double.

### Carrière professionnelle
Josh Boone est choisi en 23e position lors la draft 2006 de la NBA par les Nets du New Jersey juste derrière son ancien coéquipier de UConn Marcus Williams, également choisi par les Nets. Pendant la Pepsi Pro Summer League 2006 disputé à Orlando il mène la compétition avec 9 rebonds par match et est deuxième dans des contres avec 1,67 contre par match.
Après la ligue d'été, il subit une opération chirurgicale pour réparer son épaule gauche. Alors que son indisponibilité était prévue pour quatre à six mois, il revient en décembre. Boone fait son début NBA le 2 décembre 2006 contre les 76ers de Philadelphie, rencontre où il joue deux minutes. En subissant les effets de la blessure et du manque de préparation de pré-saison, Boone fait une première saison inconstante mais prometteuse. Ses statistiques pour sa saison de rookie sont de 4,2 points, 2,8 rebonds et 0,3 contre par match. il réussit douze rebonds le 26 décembre 2006, son record de la saison, contre les Pistons de Détroit, un match dans lequel il joue 30 minutes, son plus gros temps de jeu jusqu'alors. Son record de point en carrière est établi le 28 mars 2007 contre les Pacers de l'Indiana avec 22 points dont un 11 sur 13 aux tirs. Lors de la même rencontre, il réalise son premier double-double avec 10 rebonds.
Lors de la saison suivante, Boone gagne sa place comme titulaire décembre 2007, remplaçant Jason Collins au poste de pivot. Il tourne à une moyenne de sept points et rebonds par match et s'améliore en défense.